# Jukon
Jukon (nekdaj Jukonsko ozemlje ali Jukonski teritorij, angleško: Yukon ali The Yukon) je najbolj zahodno in najmanjše od treh zveznih ozemelj Kanade. Ime je dobilo po reki Jukon, beseda pa izvira iz staroselskega jezika Gwich’in in pomeni Velika reka. Ozemlje je bilo ustanovljeno leta 1898 pod imenom Jukonsko ozemlje (angleško Yukon Territory), leta 2003 pa je kanadska vlada z zakonom o Jukonu določila ime Jukon kot standardno ime ozemlja.
Jukon ima subarktično podnebje in je zelo redko poseljen. V narodnem parku Kluane na jugozahodu ozemlja leži Mount Logan, najvišja gora Kanade in druga najvišja v Severni Ameriki (za Mount McKinleyem na Aljaski, na katero meji Jukon).
Etnična sestava Jukona je precej mešana; največ je pripadnikov skupin angleškega (27,1 %), staroselskega (22,3 %), škotskega (21,9 %), irskega (19,1 %), nemškega (14,3 %) in francoskega (13,4 %) izvora.
Dve tretjini prebivalcev živi v glavnem in največjem mestu Whitehorse na jugu ozemlja.